# Atomic Clock Ensemble in Space
Atomic Clock Ensemble in Space (ACES) és un projecte liderat per l'Agència Espacial Europea per situar un rellotge atòmic ultra-estable en l'Estació Espacial Internacional. L'operació en un entorn de microgravetat de l'ISS proporcionarà una base de temps precisa i estable per a diverses àrees d'investigació, incloent proves de la relativitat general i la teoria de cordes, la metrologia del temps i la freqüència, i una base molt important per a la interferometria.
La càrrega útil contindrà dos rellotges: un rellotge de cesi per a l'estabilitat a llarg termini i un màser d'hidrogen per a l'estabilitat a curt termini.
Està programat que el rellotge viatjarà fins a l'estació espacial a bord d'un HTV japonès, i serà muntat externament al Laboratori Columbus de l'ESA. Està previst que el rellotge operi en òrbita durant 18–36 mesos.
El llançament està previst en el 2013 seguit d'una fase d'operacions de 12-18 mesos.